# Elizabeth J. Braswell
Elizabeth J. Braswell, auch bekannt als Liz Braswell (geb. im 20. Jahrhundert in Birmingham), ist eine in England geborene US-amerikanische Autorin von Kinder- und Jugendliteratur, die vor allem als Autorin der Disney's Twisted Tale-Bücher, einer Serie von Alternativgeschichten bekannter Disney-Verfilmungen bekannt ist.

## Studium und Karriere
Braswell studierte an der Brown University, Rhode Island, Ägyptologie und arbeitete ein Jahrzehnt lang in der Produktion von Videospielen, vor allem für Simon & Schuster Interactive.
Als Schriftstellerin publizierte sie zunächst unter den Pseudonymen Tracy Lynn, Rob Kidd und Celia Thompson. Von 2004 bis 2005 publizierte sie drei Bücher der Serie The Nine Lives of Chloe King, die 2011 im Rahmen einer gleichnamigen Fernsehserie verfilmt wurde.
Ab 2015 veröffentlichte Braswell unter ihrer Namensabkürzung Liz Braswell mehrere Romane der Disney Twisted Tale-Reihe, die in Deutschland später im Carlsen-Verlag erschienen. In ihren Büchern erzählt Braswell Alternativgeschichten, die wie sich mit der Frage beschäftigen wie bestimmte Disney-Märchen verlaufen wären, wenn zentrale Handlungsereignisse nicht geschehen wären; etwa wie die Geschichte von Aladdin und der Prinzessin Jasmin verlaufen wäre, wenn Aladdin nie die Wunderlampe gefunden hätte. Zu den von ihr behandelten Disney-Filmen gehören Aladdin, Arielle, die Meerjungfrau, Alice im Wunderland, Die Schöne und das Biest, Dornröschen, Peter Pan und Rapunzel.

## Werke

### Romane
- 2003: Snow (als Tracy Lynn)
- 2005: RX (als Tracy Lynn)
- 2019: Stuffed
- 2021: Stuffed: Into Darkness

The Nine Lives of Chloe King
- 2004: The Fallen (als Celia Thomson)
- 2004: The Stolen (als Celia Thomson)
- 2005: The Chosen (als Celia Thomson)

The Big Empty
- 2004: The Big Empty (als J. B. Stephens)
- 2004: Paradise City (als J. B. Stephens)
- 2005: Desolation Angels (als J. B. Stephens)
- 2005: No Exit (als J. B. Stephens)

Pirates of the Caribbean: The Original Adventures of Young Jack Sparrow
- 2006: The Coming Storm (als Rob Kidd)
- 2006: The Age of Bronze (als Rob Kidd)
- 2007: Silver  (als Rob Kidd)
- 2007: City of Gold (als Rob Kidd)
- 2007: Dance of The Hours (als Rob Kidd)

Disney's Twisted Tales (auf Deutsch erschienen)
- 2015: A Whole New World (2015), dt. Ausgabe: Leuchtende Wunderwelt (Aladdin): Was wäre, wenn Aladdin niemals die Wunderlampe gefunden hätte? (Carlsen, 2022)
- 2016: Once Upon a Dream (2016), dt. Ausgabe: Wie ein unendlicher Traum (Dornröschen): Was wäre, wenn Dornröschen niemals mehr erwacht wäre? (Carlsen, 2021)
- 2016: As Old As Time, dt. Ausgabe: Die Schöne und ihr Geheimnis (Die Schöne und das Biest): Was wäre, wenn Belles Mutter das Biest verflucht hätte? (Carlsen, 2021)
- 2018: Part of Your World (2018), dt. Ausgabe: Inmitten der Wasserwelt (Arielle): Was wäre, wenn Arielle niemals Ursula besiegt hätte? (Carlsen, 2021)
- 2019: Straight on Till Morning (2019), dt. Ausgabe: Peter Pans Reise ins Ungewisse: Was wäre, wenn Wendy zuerst mit Kapitän Hook nach Nimmerland gesegelt wäre? (Carlsen, 2022), dt. Ausgabe: Alice im Bann der Herzkönigin: Was wäre, wenn Wunderland in Gefahr und Alice sehr spät dran wäre? (Carlsen, 2022)
- 2020: Unbirthday (2020)
- 2021: What Once Was Mine (2021), dt. Ausgabe: Verlockende Freiheit (Rapunzel): Was wäre, wenn Rapunzels Stiefmutter die falsche Blume genommen hätte? (Carlsen, 2023)

### Kurzgeschichten
- 2009: One of Us (als Tracy Lynn)
- The Bride (Amazing Stories)